# Europees kampioenschap schaatsen 1950
Het Europese kampioenschap voor mannen allround 1950 werd georganiseerd door de Internationale Schaatsunie  (ISU), op 4 en 5 februari 1950 op de ijsbaan Olympiastadion in Helsinki. Er namen 20 schaatsers uit 6 landen aan deel.
Titelverdediger was de Noor Sverre Farstad, die de Europese titel in 1949 te Davos had veroverd. De Noor Hjalmar Andersen, veroverde de Europese titel.

## Klassement
| #      | Naam              | Land      | Punten  | 500 m      | 5000 m       | 1500 m      | 10.000 m     |
| ------ | ----------------- | --------- | ------- | ---------- | ------------ | ----------- | ------------ |
| Goud   | Hjalmar Andersen  | Noorwegen | 199.313 | 46,1 (1)   | 8.32,4 (1)   | 2.24,4 (1)  | 17.56,8 (2)  |
| Zilver | Reidar Liaklev    | Noorwegen | 201.478 | 47,5 (7)   | 8.36,7 (2)   | 2.25,6 (3)  | 17.55,5 (1)  |
| Brons  | Sverre Haugli     | Noorwegen | 203.112 | 47,6 (8)   | 8.45,1 (4)   | 2.24,5 (2)  | 18.16,7 (5)  |
| 4      | Göthe Hedlund     | Zweden    | 203.762 | 47,2 (5)   | 8.52,3 (6)   | 2.27,2 (6)  | 18.05,3 (3)  |
| 5      | Lassi Parkkinen   | Finland   | 206.833 | 46,3 (2)   | 8.58,9 (11)  | 2.27,1 (5)  | 19.12,2 (11) |
| 6      | Wim van der Voort | Nederland | 207.573 | 48,4 (13)  | 8.56,6 (9)   | 2.28,0 (7)  | 18.43,6 (8)  |
| 7      | Carl-Erik Asplund | Zweden    | 208.155 | 48,1 (10)  | 8.54,2 (8)   | 2.32,1 (13) | 18.38,7 (7)  |
| 8      | Anton Huiskes     | Nederland | 208.343 | 47,9 (9)   | 8.52,5 (7)   | 2.32,5 (14) | 18.47,2 (9)  |
| 9      | Johnny Wickström  | Zweden    | 208.628 | 48,8 (14)  | 9.05,0 (12)  | 2.28,6 (8)  | 18.35,9 (6)  |
| 10     | Curt Karlsson     | Zweden    | 210.852 | 49,5 (15)  | 8.58,1 (10)  | 2.33,5 (15) | 18.47,5 (10) |
| 11     | Kees Broekman     | Nederland | 212.240 | 56,9* (20) | 8.38,4 (3)   | 2.26,7 (4)  | 18.12,0 (4)  |
| NC12   | Kauko Salomaa     | Finland   | 151.683 | 47,1 (4)   | 9.06,5 (14)  | 2.29,8 (9)  |              |
| NC13   | Kalevi Laitinen   | Finland   | 152.737 | 48,1 (10)  | 9.05,7 (13)  | 2.30,2 (10) |              |
| NC14   | Enrico Musolino   | Italië    | 153.637 | 47,0 (3)   | 9.20,7 (16)  | 2.31,7 (11) |              |
| NC15   | Mauri Suomalainen | Finland   | 155.427 | 48,1 (10)  | 9.27,6 (17)  | 2.31,7 (11) |              |
| NC16   | Cor Heus          | Nederland | 157.407 | 50,3 (17)  | 9.16,4 (15)  | 2.34,4 (16) |              |
| NC17   | Ferenc Lörincz    | Hongarije | 159.370 | 49,6 (16)  | 9.39,7 (18)  | 2.35,4 (17) |              |
| NC18   | József Merényi    | Hongarije | 161.843 | 50,5 (19)  | 9.49,1 (19)  | 2.37,3 (19) |              |
| NC19   | Guido Caroli      | Italië    | 162.847 | 50,4 (18)  | 10.01,8 (20) | 2.36,8 (18) |              |
| DQ3    | Henry Wahl        | Noorwegen | 99.860  | 47,3 (6)   | 8.45,6 (5)   | - (DQ)      |              |

* = met val
NC = niet gekwalificeerd
NF = niet gefinisht
NS = niet gestart
DQ = gediskwalificeerd